# Lepidochrysops tantalus
Lepidochrysops tantalus är en fjärilsart som beskrevs av Henry Trimen 1887. Lepidochrysops tantalus ingår i släktet Lepidochrysops och familjen juvelvingar. Inga underarter finns listade i Catalogue of Life.